# انجمن سرطان‌شناسی بالینی آمریکا
انجمن سرطان‌شناسی بالینی آمریکا (انگلیسی: American Society of Clinical Oncology)یا به اختصار «اَسکو» (ASCO) یک سازمان حرفه‌ای است که نماینده پزشکان تمامی زیرشاخه‌های تخصصی سرطان‌شناسی است؛ پزشکانی که از بیماران مبتلا به سرطان مراقبت و آنها را درمان می‌کنند. این انجمن در سال ۱۹۶۴ توسط فرد جی. انسفیلد، هری بیسل، هرمان فرِکمن، آرنولدوس گودسمیت، رابرت تالی، ویلیام ویلسون و جین سی. رایت بنیان‌گذاری شد و امروزه نزدیک به ۴۵ هزار عضو در سراسر جهان دارد.

## آموزش پزشکان
اَسکو منابع آموزشی متنوعی برای پزشکان متخصص سرطان و دیگر متخصصان مراقبت‌های سلامت در زمینه سرطان‌شناسی بالینی ارائه می‌دهد. این منابع شامل گردهمایی‌های علمی، کنفرانس‌های آموزشی، کارگاه‌های حرفه‌ای و سمپوزیوم‌های تخصصی دربارهٔ موضوعات مهم و مرتبط برای سرطان‌شناسان و پژوهشگران است
اَسکو همچنین یک وب‌سایت اطلاع‌رسانی و آموزشی برای بیماران با نام Cancer.Net را تولید کرده است.
این انجمن مجموعه گسترده‌ای از ژورنال‌ها، کتاب‌ها، خبرنامه‌ها و منابع آنلاین و چندرسانه‌ای را منتشر می‌کند. از جمله:
- ژورنال سرطان‌شناسی بالینی[۲] (JCO)
- ژورنال کاربرد بالینی سرطان‌شناسی[۳] (JCO OP)
- ژورنال جهانی سرطان‌شناسی[۴] (JCO GO)
- ژورنال انفورماتیک بالینی سرطان – که پژوهش‌های مرتبط با کاربرد روش‌ها و فرایندهای انفورماتیک زیست‌پزشکی در داده‌ها و تصاویر مرتبط با سرطان را منتشر می‌کند.[۵]
- ژورنال سرطان‌شناسی شخصی‌سازی‌شده – که مقالات پژوهشی، گزارش‌ها، دیدگاه‌ها و مرورهایی در زمینه سرطان‌شناسی دقیق و مراقبت‌های مبتنی بر ژنوم را ارائه می‌دهد.[۶]

اَسکو همچنین برنامه‌های درسی ویژه‌ای منتشر می‌کند تا به نیازهای آموزشی خاص متخصصان سرطان پاسخ دهد.

## ابتکارات
انجمن سرطان‌شناسی بالینی آمریکا مجموعه‌ای از ابتکارات را با هدف بهبود درمان سرطان و ارتقای آموزش و پژوهش راه‌اندازی کرده است. در ادامه، مهم‌ترین آن‌ها معرفی می‌شوند:

### بنیاد «غلبه بر سرطان»
این بنیاد خیریه غیرانتفاعی از نوع ۵۰۱ (سی)(۳)، توسط اعضای اَسکو تأسیس شده است. از آغاز برنامهٔ اعطای کمک‌هزینه‌ها و جوایز در سال ۱۹۸۴، بنیاد «غلبه بر سرطان» بیش از ۹۰ میلیون دلار بودجه از طریق نزدیک به ۱٬۵۰۰ کمک‌هزینه و جایزه به پژوهشگران در ۶۵ کشور اختصاص داده است. در سال ۲۰۱۵، این بنیاد کارزاری به نام «کارزاری برای غلبه بر سرطان» راه‌اندازی کرد تا ۱۵۰ میلیون دلار برای تأمین مالی پژوهش‌های سرطان، حمایت از اولویت‌های اصلی بنیاد و افزایش آگاهی عمومی جمع‌آوری کند.

### بررسی کتاب‌ها و نشریات
نشریه آنلاین اَسکو با عنوان «اَسکو پُست» کتاب‌ها و مجلات برجسته حوزه پزشکی و سایر رشته‌ها را بررسی و نقد می‌کند. در سال ۲۰۲۲، نسخه دوم کتاب «مراقبت‌های درمانی پیشرفته از طریق پزشکی فردمحور» نوشته پِریا هِیِز را بررسی کرد و آن را از نظر اطلاعات فنی عمیق و نوآوری‌های تلفیق‌شده با چارچوب پزشکی شخصی‌سازی‌شده تحسین کرد. این اثر به‌عنوان یک «کار باکیفیت از ابتدا تا انتها» توصیف شد.

### کَنسر دات نت
وب‌سایت اطلاعاتی ویژه بیماران با نام Cancer.NET، که توسط بنیاد غلبه بر سرطان پشتیبانی می‌شود، اطلاعات جامع و قابل اعتماد برای بیماران مبتلا به سرطان، خانواده‌ها و مراقبان آن‌ها فراهم می‌کند.

### کَنسر لینک
Cancer LINQ یک پلتفرم داده‌محور است که توسط انجمن سرطان‌شناسی بالینی آمریکا توسعه یافته تا یک سامانه پایش کیفیت قوی برای سرطان‌شناس‌ها فراهم کند. این سیستم داده‌های بالینی بیماران را از تمامی مراجعات گردآوری و تحلیل می‌کند تا به بهبود کیفیت مراقبت‌ها کمک کند.

### چارچوب ارزشیابی اَسکو
انجمن سرطان‌شناسی بالینی آمریکا در سال ۲۰۱۵، چارچوب ارزشیابی درمان‌ها را معرفی کرد و در سال ۲۰۱۶ آن را به‌روزرسانی نمود. این چارچوب ابزاری برای پزشکان و بیماران فراهم می‌کند تا بتوانند در شرایط افزایش شدید هزینه‌های داروهای ضدسرطان، ارزش درمان‌ها و داروهای مختلف را ارزیابی و مقایسه کنند.